# Trichopus
Trichopus là một chi thực vật có hoa chứa 2 loài đã biết. Trước đây chúng được xếp trong họ Trichopodaceae, nhưng hiện nay được coi là thuộc về họ Dioscoreaceae.

## Phân loại
Hai loài đã biết của chi Trichopus là T. sempervirens, đặc hữu khu vực Madagascar và T. zeylanicus (một số tài liệu liệt kê dưới danh pháp Trichopodium zeylanicum), bản địa khu vực Ấn Độ, Sri Lanka, Thái Lan và Malaysia.